# 古市城
古市城（ふるいちじょう）は、奈良県奈良市古市町にあった中世の日本の城（平山城）。

## 概要
奈良市古市町に位置し、城跡は奈良市立東市小学校の校地となっている。当初は約150×200mの広い台地にあって堀を巡らせ、後に谷を隔てた南方の狭い丘陵も城地とされた。台地と西側の環濠集落が結合して惣構えを形成していた。最大時には5町四方で、南北西三方に各門があり、その大手を延命寺口といった。主要建物の屋根は板葺で、それ以外は茅葺等であった。主要建物の壁は白壁で、それ以外は土壁等であった。

## 歴史
当城を拠点とした古市氏は、1320年代より史料に登場し、室町時代には興福寺大乗院の坊人として有力な存在となった。
古市胤仙は文安元年（1444年）の興福寺を二分する争乱では、経覚に従って当城から筒井氏と対峙し、筒井氏に代わり衆徒の棟梁となるとともに、庶家の反抗を抑えた。文安4年（1447年）には奈良を追われた経覚を半ば強引に古市に移し、続く古市胤栄は応仁の乱に関わるとともに一族・家臣の統制を強化して権威の回復に務めた。古市澄胤の代に全盛を迎えると城内に堀や馬屋、風呂などを設け、連歌や茶の湯が催された。
明応6年（1497年）に筒井勢に敗れて落城し、城は破却された。同8年（1499年）に細川政元の支援で澄胤が復帰して翌年に城を再建したが、永正元年（1504年）に再び落城した。翌年さらに再々建され、同5年（1508年）に澄胤が敗死すると後継の公胤は城域の中心を南に移している。天文12年（1543年）に筒井順興に敗れた際、城は古市氏によって焼かれ（『明応六年記』）、さらに城跡の竹木が切り払われた（『大乗院日記目録』）。
古市氏の末裔
- 加賀前田藩の小松中納言前田利常の家臣として古市胤重が3,630石で召し抱えられた。墓地は金沢市光覚寺、野田山（加賀藩主前田家墓所）、奈良市古市町にある。古市家は加賀前田藩7代当主前田重煕の時代まで家来をつとめた[2]。
- 豊前小倉藩茶道頭をつとめた（絶家）。墓地は北九州市の峯高寺と安正山立法寺にある。
- 肥後熊本藩茶道頭をつとめた。（肥後古流円乗坊流）
- 三井寺山内円満院の坊官をつとめた。墓地は大津市の霊雲山新光寺にある。